# Mala vrata
Mala vrata ili Tihi kanal, su morski kanal u Jadranskom moru.
Pružaju se u pravcu jugozapad – sjeveroistok.
Mala vrata s duljinom 6 km, povezuju sjeverozapadni dio Vinodolskog kanala s Riječkim zaljevom. Kanal je dubok i krivudav te se proteže između kopna i sjeveroistočnog dijela otoka Krka. Otočić Sveti Marko, neplodan i svijetlo obojen, nalazi se u blizini sjeverne krajnje točke otoka Krka i dijeli sjeverni plovni put u dva prolaza. Glavni prolaz se proteže sjeveroistočno od otoka i širok je 0,45 km. Tijekom jakih oluja, morske struje u ovom kanalu mogu dostići brzinu od 3 čvora. Prolaz koji vodi sjeverozapadno od otoka je pogodan samo za mala plovila. Lakši se pokazao sa sjeveroistočne strane otočića Svetog Marka.
Ovdje se 49. pr. Kr. zbila važna pomorska bitka na širem području današnje općine Omišlja, kod rta Bejavca i Tihog kanala.